# M/S San Blas (1967)
Ej att förväxla med M/S San Blas (1955)
M/S San Blas var ett svenskt fraktfartyg, som byggdes av Eriksbergs varv i Göteborg  för Salénrederierna. Det var ett kylfartyg som byggdes för att frakta bananer från Central- och Sydamerika till Sverige. Hon hade samma namn som kylfartyget M/S San Blas (1955), som hade byggts 1955 på Ekensbergs varv i Stockholm och sålts till Sovjetunionen 1964.
M/S San Blas levererades i januari 1967. Hon såldes 1978 till Trans Swedish Shipping i Manilla i Filippinerna och 1983 vidare till Trans Malaysian Shipping i Manilla och döptes då om till Malaysian Victory. Hon höggs upp 1994.